# 폭소클럽
《폭소클럽》은 2002년 11월 1일부터 2006년 3월 6일까지 KBS 2TV에서 방영하였던 국내최초의 스탠드업 코미디 프로그램이다. 한편 이 프로그램은 성적인 내용을 지나치게 희화화했다는 이유 때문에 방송위로부터 '주의' 조치를 받았다.
아울러, 자민련 당적이 문제가 되어 1999년 4월 말 모든 활동을 중단한 후 같은 해 9월 16일부터 목금 밤 10시 45분 편성된 iTV 《김형곤쇼》MC를 맡아 방송활동을 재개했지만 본인(김형곤)의 정치권 입문으로 인해 2000년 1월 13일 종영된 후 TV에서 사라졌다가 그 해 11월 3일부터 iTV에서 금요일 밤 10시 45분에 재편성된 《김형곤쇼》진행을 맡아 TV에 돌아왔으나 1~3회 방영분에서 발기부전 치료제인 비아그라를 복용한 노인과 치매에 걸린 노인 등을 성 소재로 삼으며 선정적인 내용으로 일관한 데 이어 일본군 위안부였던 여성들의 당시 상황을 웃음소재로 쓴 점, "조깅과 칼국수를 좋아해서 머리가 나빠진 전직 대통령 때문에 IMF가 찾아왔다"는 등 전직 대통령들을 희화했다는 지적을 사 방송위원회로부터 "방영중지" "해당 프로그램의 관계자에 대한 징계" 조치를 받아 4회 만에 막을 내린 뒤 공연 위주로 활동한 김형곤이 2003년 말 해당 프로그램을 통해 TV 무대로 돌아왔다.
이와 더불어, 해당 프로그램의 '매직 투나잇' 코너 진행자인 마술사 이은결의 매직 콘서트 공연 안내를 프로그램 말미에 자막으로 5회(2005년 11월 14일 21일 28일, 12월 5일 12일)에 걸쳐 방영한 것이 특정 공연에 명백히 광고효과를 줘 방송위원회로부터 "권고" 조치를 받았다.
한편, '알까기'로 제 2의 전성기를 맞은 이후 MBC 《코미디하우스》'웃지마' 외엔 이렇다할 히트작을 내지 못해 한동안 iTV와 2002년 4월 1일부터 DJ로 활동했던 MBC 표준FM 《최양락의 재미있는 라디오》로 영면한 데다 iTV가 2004년 말 폐국한 데 이어 2001년 가을 SBS TV에서 기획한 《이주일 최양락 남희석쇼》가 故 이주일의 갑작스런 폐암 판정으로 편성 취소되어 슬럼프를 겪어 온 최양락이 2005년 10월 31일부터 해당 프로그램의 한 코너로 신설된 '올드보이'로 또다시 인기를 누리기도 했는데 이주일은 1991년 11월 22일 7대 독자 아들을 교통사고로 잃은 뒤 담배에 의존을 했고 결국 폐암 투병 10개월 만인 2002년 8월 27일 타계했다.

## 방송시간
KBS 2TV 금요일 밤 12시 15분 → 월요일 밤 11시 5분

## 출연진
- 권재관
- 김구라
- 김기열
- 김대범
- 김정렬
- 김정진
- 김종은
- 김진곤
- 김형곤
- 노우진
- 송준근
- 신상훈
- 예재형
- 오인택
- 서남용
- 유민상
- 유상무
- 유세윤
- 이경우
- 이상준
- 이은결
- 장동민
- 장동혁
- 장병표
- 조윤호
- 최양락
- 한민관
- 홍인규
- 황기순

## 프로그램 코너
- 이은결의 〈매직투나잇〉
- 장동혁, 김대범의 〈나라걱정위원회〉
- 최양락의 〈올드보이〉
- 유민상의 〈솔로부대 유대장〉
- 장동민의 〈애도를 표합니다〉
- 김형곤의 <스페셜 클럽 2> <김형곤의 세상읽기>
- 서남용의 <사물흉내개그>
- 김구라의 〈뉴스&구라〉
- 권재관의 〈음모이론〉
- 코미디 작가 신상훈의 〈스탠드업 코리아〉
- 유세윤, 노우진의 〈감정술사〉
- 김기열, 장병표, 송준근의 〈무모한 도전〉
- 조윤호, 한민관의 〈캐스팅 매니저〉
- 김종은의 〈자세한 뉴스〉
- 유민상의 〈마른인간 연구〉

## 결방
- 2003년 2월 21일 - 뉴스 특보 편성
- 2003년 9월 12일 - 설 특집 프로그램 편성
- 2003년 12월 8일 - 10시 50분부터 세계 청소년 축구선수권 16강전 <한국 VS 일본> 중계 편성[12]
- 2004년 3월 1일 - 한국방송 77주년 특선영화 《쥬라기 공원 3》편성[13]
- 2004년 8월 9일 - 특집 <닥터K의 심리파일> 편성[14]
- 2004년 9월 27일 - 추석특선영화 《해적, 디스코왕 되다》편성[15]
- 2005년 2월 14일 - 특집 <유재석 유진 탁재훈의 프렌즈> 편성[16]
- 2005년 9월 19일 - 추석특선영화 《B형 남자친구》편성[17]
- 2005년 12월 26일 - 9시 55분부터 송년특선영화 《혈의 누》편성[18]
- 2006년 2월 6일 - 월화 미니시리즈 《안녕하세요 하느님》2회 연속 편성
- 2006년 2월 13일 - 뉴스 특보 편성

## 같이 보기
- 폭소클럽 2

## 참고 사항
- 유튜브 채널인 KBS COMEDY: 크큭티비에 옛날 수집 자료로 클립 영상을 보실 수 있다.